# Округ Морис (Тексас)
Округ Морис (енгл. Morris County) је округ у америчкој савезној држави Тексас. По попису из 2010. године број становника је 12.934.

## Демографија
Према попису становништва из 2010. у округу је живело 12.934 становника, што је 114 (0,9%) становника мање него 2000. године.
| Група             | 2000.         | 2010.         |
| Белци             | 9.217 (70,6%) | 8.636 (66,8%) |
| Афроамериканци    | 3.148 (24,1%) | 2.976 (23,0%) |
| Азијати           | 23 (0,2%)     | 45 (0,3%)     |
| Хиспаноамериканци | 477 (3,7%)    | 1.003 (7,8%)  |
| Укупно            | 13.048        | 12.934        |